# Диссос
Диссос— деревня  в Краснотуранском районе Красноярского края в составе Восточенского сельсовета.

## География
Находится  примерно в  31 километре по прямой на юго-восток от районного центра села Краснотуранск.

## Климат
Климат резко - континентальный с холодной зимой и жарким летом, суровый, с большими годовыми и суточными амплитудами температуры. Максимальная высота снежного покрова 46 см. Среднемесячная температура января колеблется от -23,5 ºС до -21,0 ºС, июля от +19,8 ºС до +18,8 ºС. Среднегодовая температура составляет -0,6 ºС  ÷  -1,6 ºС. Годовая сумма осадков составляет 389 мм, причем большая ее часть выпадает в теплый период года (82 % от годовой суммы).

## История
Деревня известна с 1912 года. Названа по местной речке. С момента организации Саянского совхоза, в начале 1930-х годов,  деревня входила в его состав.  А в 1967 году на правах отделения была включена во вновь организованный  Восточенский овцесовхоз.

## Население
Постоянное население составляло 207 человека в 2002 году (79% русские),  205 в 2010.